# 哲学剃刀
哲学剃刀（Philosophical razor）指的是能指导人们排除（剃掉）一个现象中不太可能的解释或避免不必要行动的一个原则或经验法则。
有名的剃刀如下：
- 奥卡姆剃刀：当有数个对现象的解释同样好的猜想时，选择所作的假设最少的那一个。若无必要，勿增实体。
- 汉隆剃刀：如果可以充分解释为愚蠢，就永远不要归咎于恶意。[2]
- 格莱斯剃刀（紀堯姆（英语：Gustave Guillaume）剃刀）：作為簡約原則，解釋語言時，會話的背後含意優於字面意義的語境。[3][4]
- 休谟剃刀：如果一个现象的发生原因不充分，我们或者放弃这个原因，或者加强这个原因使其能较充分地解释现象。[5][6]
- 希钦斯剃刀：无证据的论证过程可以被无证据地否定。
- 奧爾德（英语：Mike Alder）剃刀（牛顿的火焰激光剑（英语：Newton's Flaming Laser Sword））：不能由实验或观察得出结论的事情，没有讨论价值。[7]
- 兰德剃刀：概念不能超出必要性，亦可推論，忽視必要性無法構成概念。[8]
- 波普尔的可证伪性原则：科学的理论必须是可证伪的。
- 薩根標準：超乎常理的主張或學說，需要超級充份的证据。